# Nim Li Punit
Nim Li Punit (/nim li puˈnit/) es un yacimiento arqueológico de la cultura maya, correspondiente al período clásico mesoamericano. Se localiza en el Distrito de Toledo (sur de Belice), a 40 kilómetros al norte de la ciudad de Punta Gorda. Nim Li Punit es conocida también como Big Hat. El nombre del sitio proviene de las palabras del idioma kekchí para sombrero grande, y se refiere a los elaborados tocados de una estela esculpida que se encontró en el sitio, la cual representa la imagen de un antiguo cacique de la ciudad. 
Nim Li Punit es un sitio arqueológico de medianas dimensiones cuyo apogeo ocurrió entre los siglos V y VIII de nuestra era. Abarca varias construcciones organizadas alrededor de tres plazas, incluyendo varias plataformas piramidales escalinadas. De éstas, la mayor tiene una altura de 12,2 metros. El sitio también posee varias estelas con retratos de los antiguos señores de la ciudad. Muchas de ellas se encuentran sin terminar, lo que sugiere la suspensión sorpresiva de los trabajos escultóricos. El sitio se encuentra cerca de la Autopista Sur de Belice, y se encuentra abierto al público. 

## Monumentos:
Estela 1: Está tallado en arenisca calcárea de grano fino (lutita). Se encontró in situ en la plaza principal de estelas, en la esquina sureste de la Estructura 2, justo al sur de la escalinata central. Fue reportado por primera vez por el Proyecto Corozal en 1976. Tallada solo enfrente, tiene un texto de 3 columnas y 12 glifos, y una escena figurativa que representa a dos personas en medio de un rito de dispersión. La escena se asienta sobre un inusual pedestal del Monstruo Witz, que incorpora dos cabezas de perfil separadas que juntas forman una imagen más grande. Debajo del pedestal del Monstruo Witz se encuentra un enorme símbolo de "petate". El texto registra un ritual de “dispersión” realizado por el rey de Nim Li Punit, Lajun Ka’an, en conmemoración del Fin del Período 9.15.10.0.0., 3 Ajaw 3 Mol (26 de Junio del 741). Fue rota en dos, con el extremo del monumento aún en su sitio. El monumento fue tallado en bajorrelieve y una parte central del texto corre el riesgo de desprenderse debido a la erosión y el agrietamiento.
Estela 2: Su texto es fundamental para comprender la importancia general de Nim Li Punit dentro del esquema político más amplio de la civilización maya del período Clásico. Con base en el trabajo de campo de Wanyerka, ahora es evidente que la Fecha Introductoria de la Serie Inicial registrada en la superficie superior borrada de la Estela 2 es 9.14.15.4.14 *1 Ix 12 Pax (16 de diciembre de 726). También es evidente que la Serie Inicial debió extenderse más abajo en el monumento, incluyendo un número de distancia que conducía a una segunda Rueda Calendárica (*2 Ajaw 18 Mol, o 12 de julio de 738) registrada en el texto inferior. El texto es crucial, ya que describe una serie de eventos que tuvieron lugar bajo la supervisión de dos señores extranjeros: uno del sitio llamado "Rollo de Agua" (probablemente una referencia a Altun Há) y otro de Quiriguá o Copán. Desafortunadamente, la escena figurativa no ofrece pistas sobre la identidad de estos personajes presentes en estos eventos en Nim Li Punit. El texto inferior comienza con una referencia a la "ascensión" que involucra al rey de Nim Li Punit, quien ostenta una forma inusual del título de "Señor del Árbol". El texto describe además que esta ascensión tuvo lugar yichnal ("con", "delante" o "en compañía de") un señor del sitio "Rollo de Agua". La evidencia epigráfica sugiere que el signo principal o emblema del "Rollo de Agua" puede atribuirse al sitio de Altun Há, ubicado a unos 120 km al noreste de Nim Li Punit. El texto continúa con una distancia numérica de 7 tunes que nos remonta al final del período Yax 9.15.0.0.0 4 Ajaw 13 y la "plantación de una piedra" en conmemoración de esa fecha "con" o "en compañía" del Ek' Xukpi Ajaw ("Señor Negro de Copán"). Como se argumenta en (Wanyerka 2004), este individuo anónimo de Quiriguá parece ser el regente o señor local del sexto Tzuk o "provincia". El título de "partición" aparece con mayor frecuencia en las inscripciones del sur de Belice y la vecina Guatemala. Tras la "plantación de piedra", el texto continúa con una reafirmación de la Fecha de la Serie Inicial (9.14.15.4.14 1 Ix 12 Pax, 16 de diciembre de 726), desde la cual un número de distancia nos lleva al Final del Período 9.15.0.0.0. En conmemoración de este importante Final del Período (18 de agosto de 731), se encontraba el señor del "Rollo de Agua" y presumiblemente el señor de Nim Li Punit; sin embargo, el texto afirma explícitamente que este evento tuvo lugar en la sexta "Provincia" y fue "supervisado" por la persona Ek' Xukpi. Desafortunadamente, la última columna de texto está demasiado erosionada como para determinar algo más, salvo el glifo final. Aquí vemos una enigmática referencia a "took pakal", como metáfora bien conocida de la "guerra" (Genet 1934 [traducción en Houston, Chinchilla Mazariegos y Stuart 2001:285-290]), la noción de "pedernales y escudos" ha sido reinterpretada recientemente por Simon Martin (2001) como una referencia titular pluralizada a "guerreros militares" o a la noción maya de "ejército". De ser así, esta es la primera referencia a la guerra en las inscripciones de Nim Li Punit.
Estela 7: Este texto ejemplifica las inscripciones anómalas del sur de Belice. Mientras que el texto superior registra claramente una fecha de Serie Inicial de 9.19.0.0.0 9 Ajaw 18 Mol (24 de junio de 810), el texto inferior comienza con una fecha de Rueda Calendárica de 4 Ajaw. Por lo tanto, la fecha del texto inferior no está completamente clara, ya que no hay un Número de Distancia intermedio que lleve desde la fecha de Serie Inicial hasta la fecha del siguiente evento. Debido a la severidad de la erosión a lo largo de la mitad inferior de la Estela 7, prácticamente no se puede obtener nada de este texto, excepto la expresión K’uhul Ajaw en A6, que probablemente señala la frase o título del nombre de uno de los individuos que aparecen en el monumento. Un glifo que se parece sospechosamente a la variante de cabeza para huun aparece como la parte final de 6 y los dos últimos glifos parecen registrar una ubicación que involucra un "lugar del patrón de la montaña". Curiosamente, el resto de la mitad inferior de la Estela 7 contiene una serie de círculos concéntricos que no parecen ser de naturaleza glífica y, por lo tanto, su propósito sigue siendo un misterio.

## Geografía y geología
Nim Li Punit se localiza en la sima de los montes Maya, cadena montañosa que recorre el occidente de Belice y el oriente del Petén guatemalteco. Los montes Maya y su selva tropical espesa dificultan el paso por el norte y el este del sitio, a lo que hay que añadir la humedad proveniente de las marismas que es una constante en las tierras bajas de la costa del mar Caribe. Una zona pantanosa entre los ríos Sarstoon y Temash se localiza al sur de Nim Li Punit. El acceso a la zona arqueológica se realiza por medio de un camino de terracería de dos kilómetros de longitud a partir de la Autorpista Sur de Belice. 
Los suelos del área son relativamente fértiles tomando en cuenta los estándares de las tierras tropicales. Ello explica la capacidad del sur de Belice para permitir el desarrollo de asentamientos humanos de dimensiones considerables como Nim Li Punit. En los lechos de las corrientes de agua que se localizan cerca del sitio es posible encontrar arenisca, material del que fueron construidos los edificios y las estelas de la antigua ciudad maya. Los montes Maya y sus piemontes poseen fragmentos de la más antigua superficie de América Central. Estos sedimentos del paleozoico emergieron hace cerca de 200 millones de años en los períodos Pensilvaniano y Pérmico.

## Galería

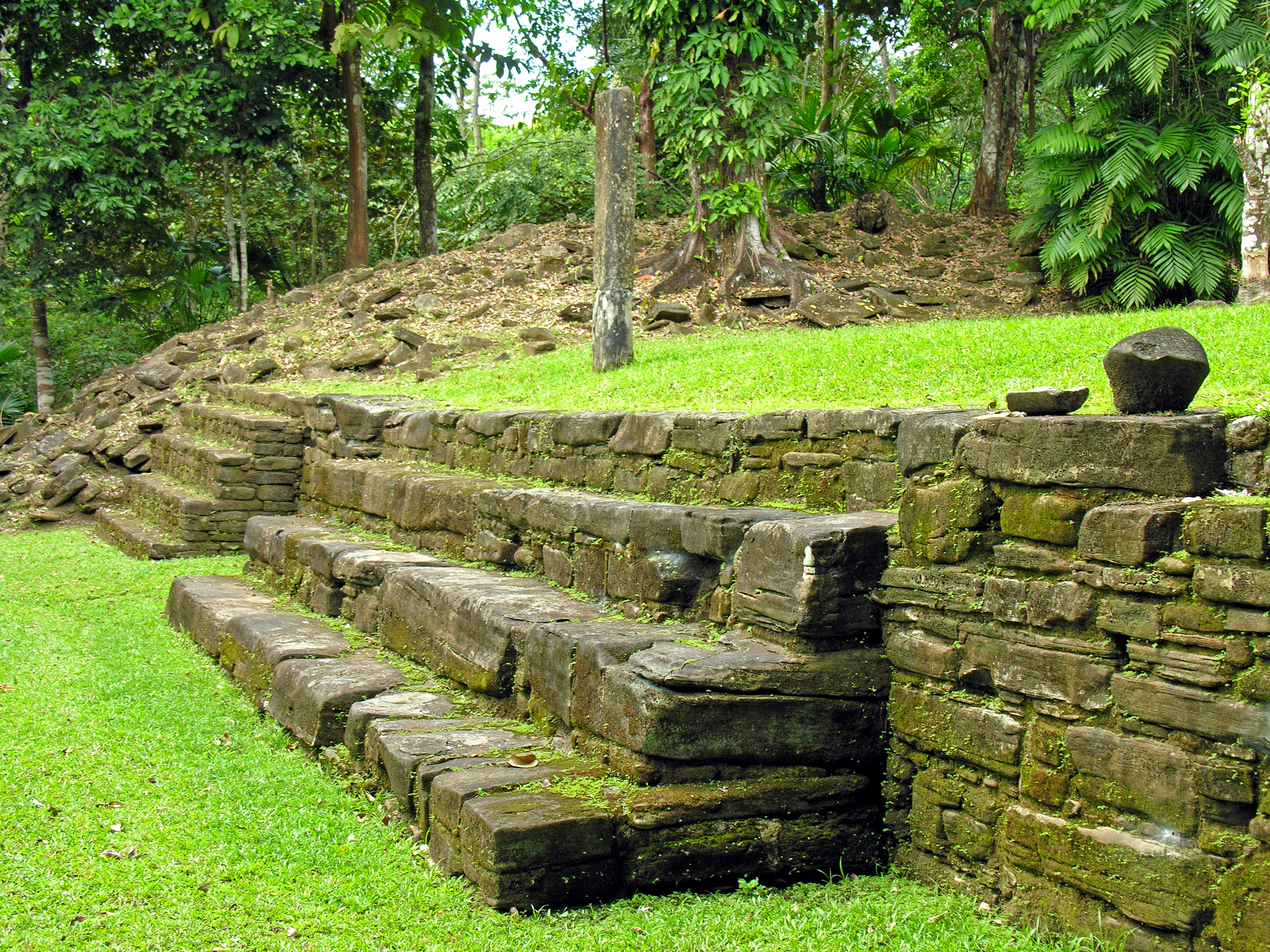
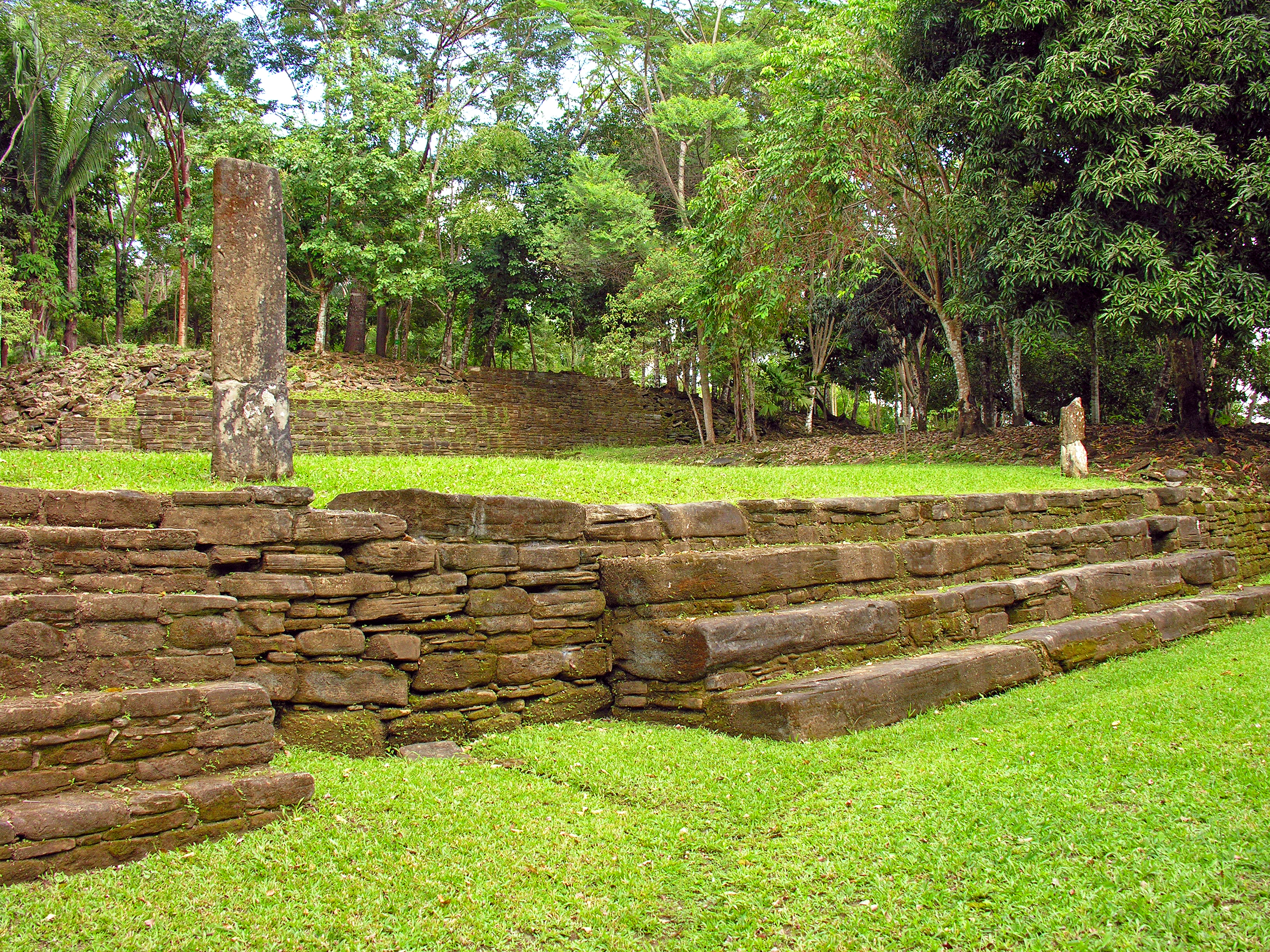
Ninki Pec Plaza
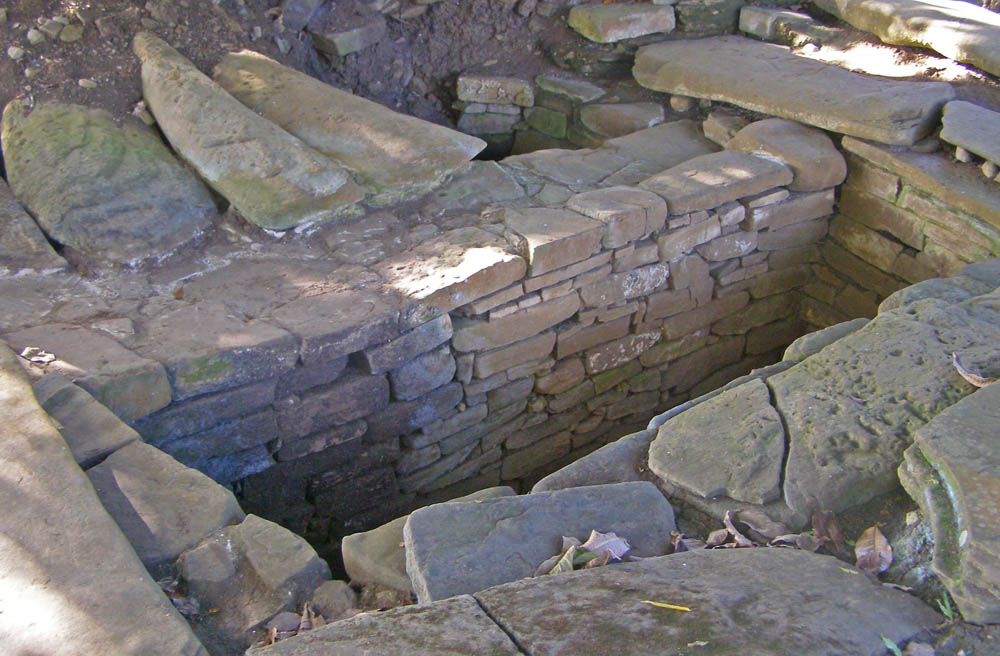
Tumba abierta
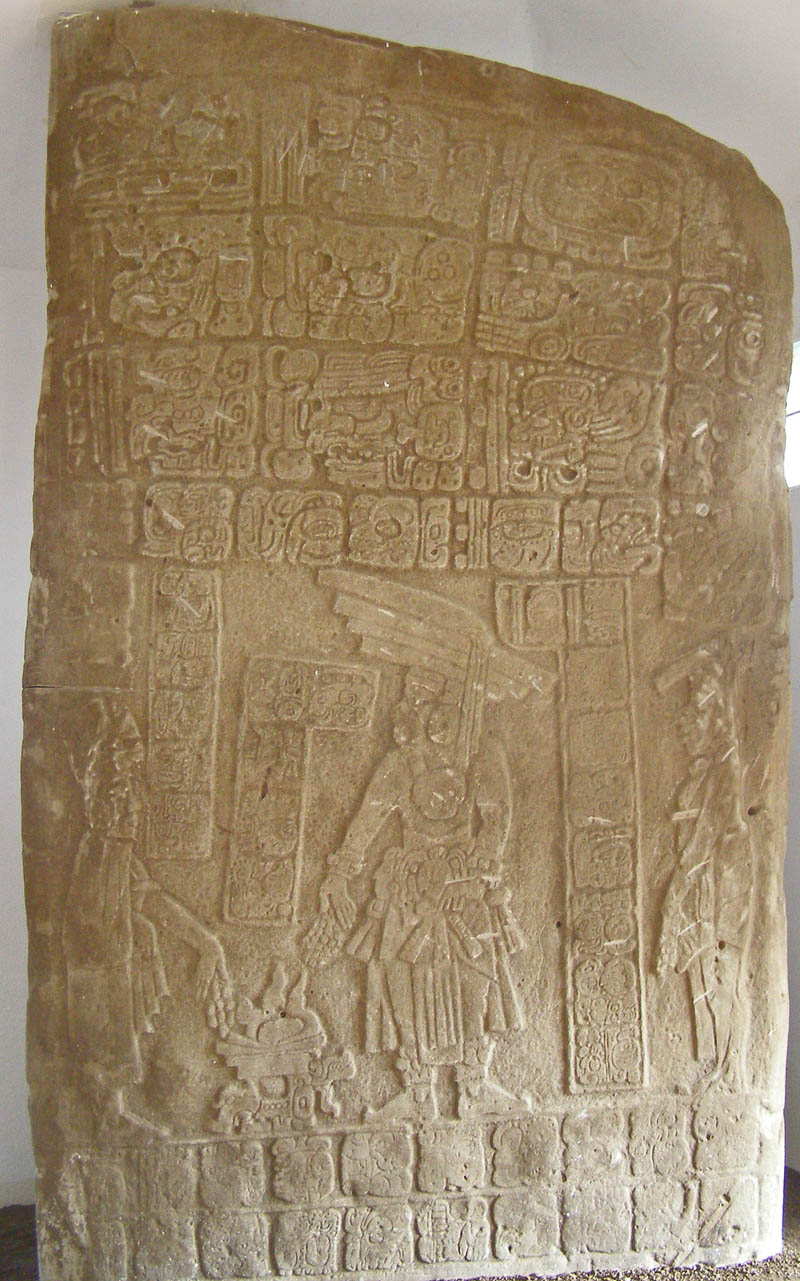
Estela de Nim Li Punit